# Ateinsa
Ateinsa (siglas de Aplicaciones Técnicas Industriales, S.A.) fue una empresa española fundada el 9 de mayo de 1973 como parte del Instituto Nacional de Industria (INI). Se dedicaba a la fabricación de bienes de equipo en los sectores industrial, energético y ferroviario.

## Historia
Ateinsa se fundó en el contexto del desarrollo impulsado por el INI, creado en 1941 para fomentar la industrialización en España. Desde sus inicios, la empresa se centró en la producción de equipamiento técnico e instalaciones industriales, incluyendo sistemas eléctricos aplicados al transporte ferroviario.
Durante su actividad, Ateinsa participó en importantes proyectos industriales. Uno de los más destacados fue su colaboración en la fabricación de trenes para la línea de alta velocidad AVE Madrid–Sevilla, en cooperación con la multinacional francesa Alstom.

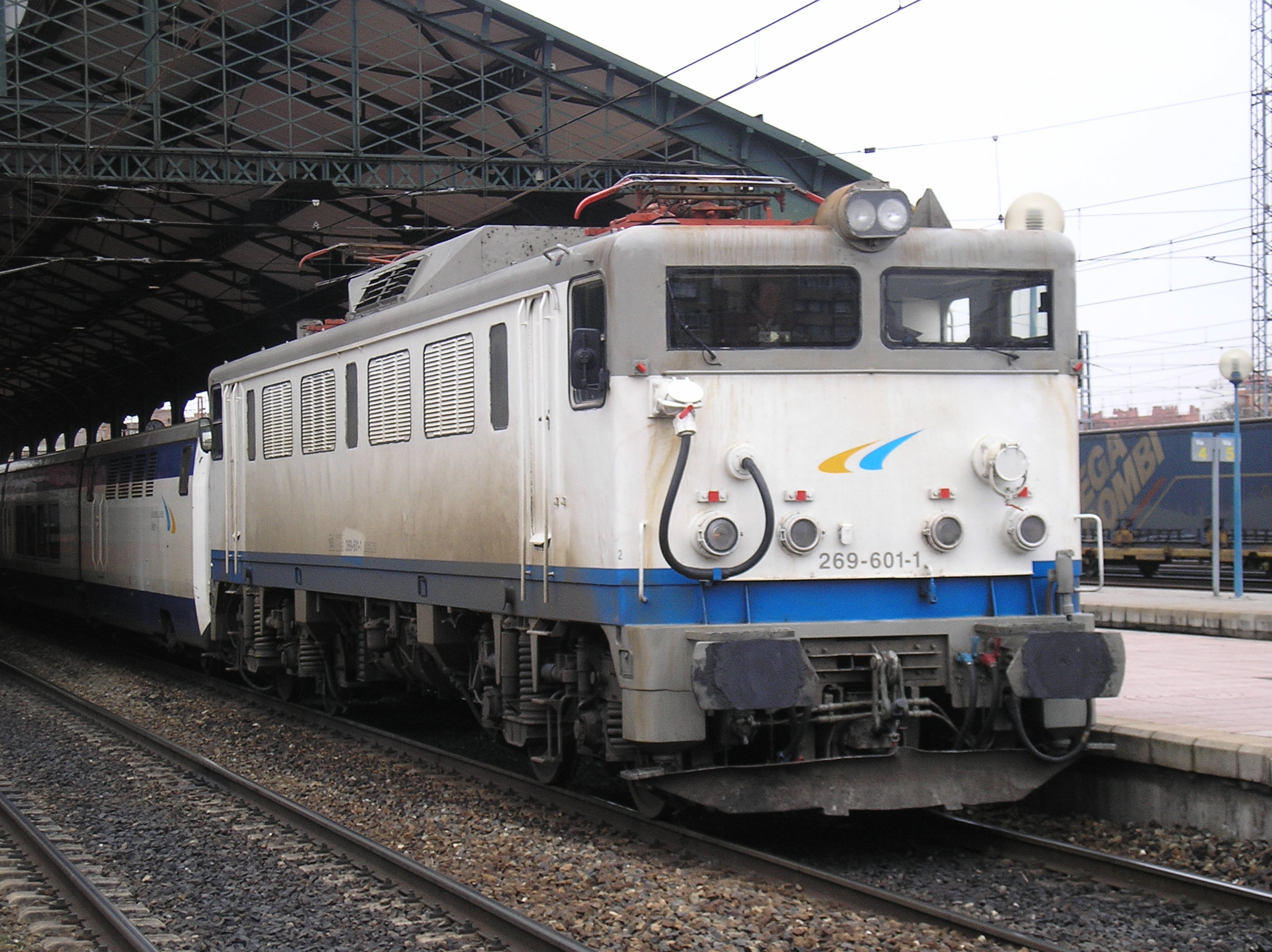
Locomotora Renfe Serie 269, parcialmente fabricada por Ateinsa.

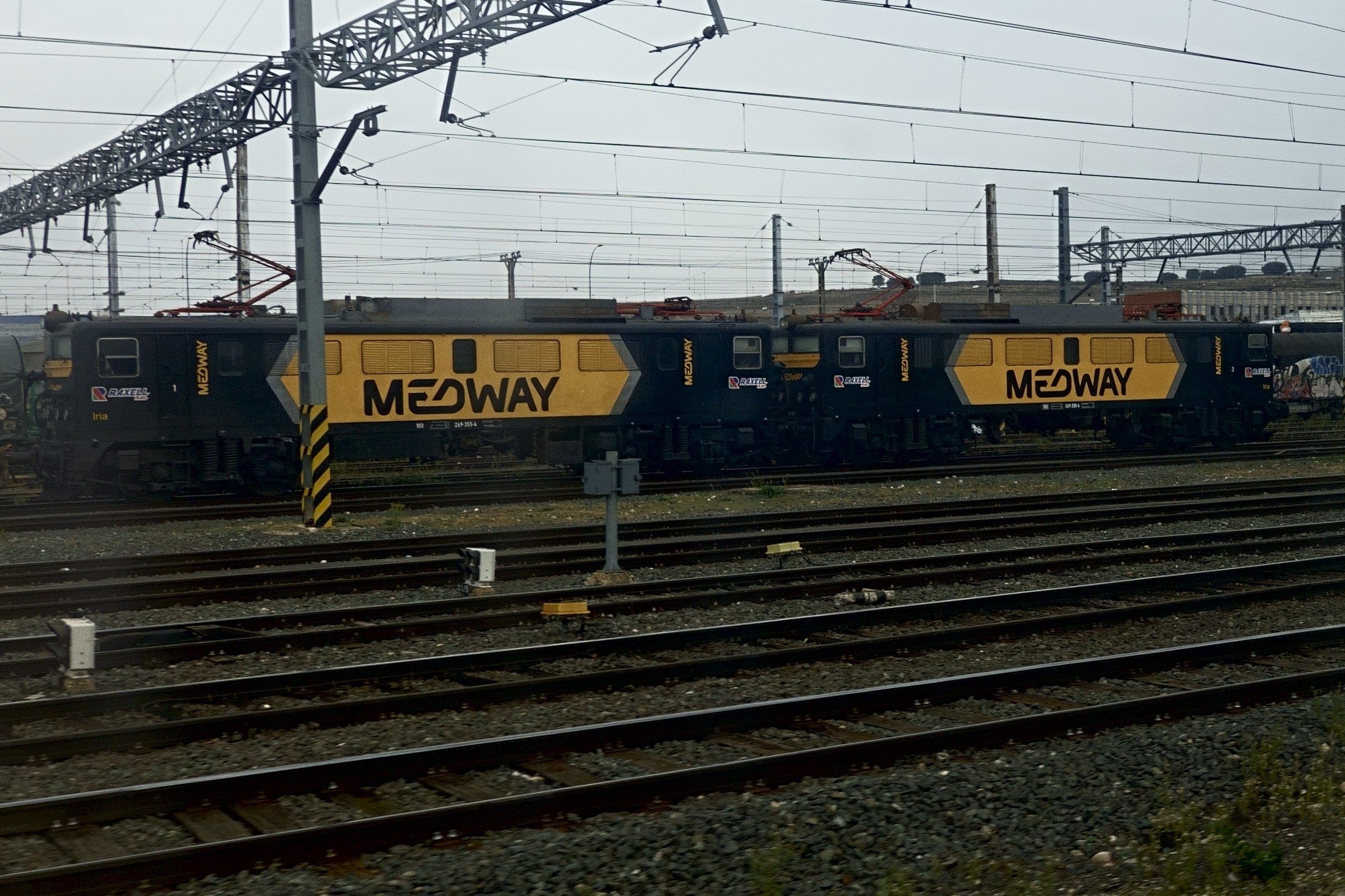
Ex‑locomotoras Renfe Serie 269 en Miranda de Ebro.

También participó en la fabricación de locomotoras eléctricas, como parte de la serie 269.2 de Renfe. Asimismo, modernizó locomotoras para la compañía portuguesa CP, como la serie 1320, en sus instalaciones de Villaverde Bajo.

## Privatización y adquisición por Alstom
En 1989, Ateinsa fue privatizada y adquirida por GEC-Alsthom (actual Alstom), una empresa líder en el sector ferroviario y energético. Esta operación se enmarcó en el proceso de liberalización de empresas públicas llevado a cabo en España durante la década de 1980.
Previamente, el Gobierno español negoció con la Comunidad Económica Europea (CEE) ayudas para el saneamiento financiero de la empresa, como parte del proceso de venta.
El acuerdo de adquisición incluyó también otras empresas como La Maquinista y MTM.
La compra fue documentada también por el Archivo Histórico Ferroviario como parte del proceso de reordenación del sector ferroviario español.

## Actividad
Ateinsa desarrolló múltiples líneas de negocio, entre ellas:
- Fabricación de sistemas eléctricos y electrónicos para trenes.
- Producción de bienes de equipo para la industria energética.
- Modernización de material rodante para operadores ferroviarios.
- Participación en el desarrollo del tren de alta velocidad español.

También trabajó como contratista en procesos de reforma y actualización de trenes para Renfe, contribuyendo a la modernización de varias series de unidades eléctricas y diésel.